# Ernst Friedrich von Carlsburg
Ernst Friedrich Adam Wagner, seit 1712 Ernst Friedrich von Carlsburg (* 22. Oktober 1711 in Sundhausen; † 22. März 1786 in Guben) war ein kurfürstlich-sächsischer Generalleutnant von der Infanterie, Chef eines Regiments zu Fuß und Ritter des St. Henrici-Militärordens.

## Leben
Er gehört nach familieninterner Überlieferung zu der aus Schweden stammenden Familie Wagner und war der Sohn von Johann Friedrich Wagner, dessen adlige Herkunft seiner Vorfahren durch den Namenszusatz „von Carlsburg“ im Jahre 1712 durch den Fürsten von Schwarzburg legitimiert wurde. Während sich sein Vater fortan Johann Friedrich Wagner von Carlsburg nannte, verzichteten er und sein jüngerer Bruder Gustav Friedrich von Carlsburg auf den alten Familiennamen Wagner. Beide Brüder schlugen eine Militärlaufbahn ein und traten in den Dienst des sächsischen Kurfürsten. Im Jahre 1745 waren beide gemeinsam in der kursächsischen Garnisonsstadt Görlitz in der Oberlausitz stationiert.
Das Carlsburg genannte Lehngut in Sundhausen befand sich ursprünglich im Besitz des Ludwig von Wurmb zu Großfurra. Durch einen Vergleich überließ dieser die Carlsburg an den Halberstädter Domherrn Ludwig von Bieren, der diese im Jahre 1655 an Dietrich Wagner verkaufte. Durch Erbgang in männlicher Linie fiel die Carlsburg an die beiden Brüder Johann Friedrich und Bodo Wilhelm von Carlsburg. Letzterer überließ seine Hälfte wiederkäuflich seinem älteren Bruder.
Die Carlsburg war zur Hälfte Lehn der Fürsten von Schwarzburg und der Grafen zu Stolberg.
Ernst Friedrich von Carlsburg jüngerer Bruder Gustav Friedrich starb am 26. April 1758 als königlich-polnischer und kurfürstlich-sächsischer Hauptmann. Zu diesem Zeitpunkt war Ernst Friedrich von Carlsburg bereits zum Oberst befördert worden. Gleichzeitig war er auch Kammerherr am Hof in Dresden. Ernst Friedrich von Carlsburg wurde alleiniger Besitzer der Carlsburg, als seines Bruder Gustav Friedrich einziger Sohn, August Heinrich Friedrich von Carlsburg, im jugendlichen Alter am 14. Mai 1762 verstarb.
Im Jahre 1768 war er bereits Generalmajor der Infanterie und wirklicher Oberst über die Leibgrenadiergarde des Kurfürsten Friedrich August III. von Sachsen. Da sein einziger Sohn Wallrad Friedrich Gustav von Carlsburg zu diesem Zeitpunkt keine Kinder hatte, bemühte er sich noch zu Lebzeiten beim Fürsten von Schwarzburg, dass die Carlsburg nach seinem Tod nicht in fremde Hände fiel, sondern im Besitz der Familie seiner Tochter Louise Sophie Wilhelmine von Carlsburg blieb.
Er starb im Alter von 75 Jahren und wurde in der Stadtkirche Guben am 25. März 1786 standesgemäß beigesetzt. Die Carlsburg fiel daraufhin an seinen einzigen Sohn, der damals bereits kursächsischer Kreishauptmann war und nicht mehr in Sundhausen, sondern in Schöneiche bei Guben lebte.